# Universidad Bar Ilán
La Universidad Bar Ilán (en hebreo: אוניברסיטת בר-אילן‎, Universitat Bar-Ilan) es una universidad ubicada en Ramat Gan, Israel. Establecida en 1955, hoy es la segunda mayor institución universitaria israelí. Tiene cerca de 26 800 estudiantes (incluidos 9000 de diferentes colegios regionales afiliados) y un cuerpo docente de 1350 miembros. Cuenta con seis facultades: ciencias exactas, ciencias sociales, ciencias de la vida, humanidades, estudios judíos y leyes. 